# Pauline Serieys

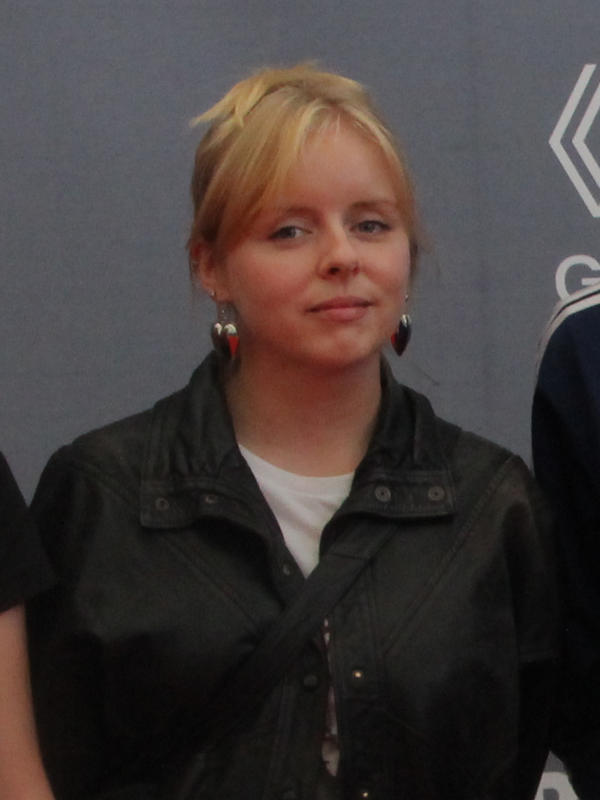
Pauline Serieys

Pauline Serieys (* 12. Juni 1997 in Paris) ist eine französische Schauspielerin.

## Leben und Karriere
Serieys wurde am 12. Juni 1997 in Paris geboren. Ihr Debüt gab sie 2005 in dem Film Palais royal !. Anschließend war sie 2008 in dem Film Wenn wir zusammen sind zu sehen. Von 2017 bis 2019 bekam sie in der Serie Les Grands eine Hauptrolle. Außerdem trat sie 2022 in In der Nacht des 12. auf. Im selben Jahr spielte sie in Annie colère mit. Unter anderem setzte Serieys 2024 ihre Karriere in Olympe, une femme dans la Révolution fort.

## Filmografie
Filme
- 2005: Palais royal !
- 2008: Wenn wir zusammen sind (Mes amis, mes amours)
- 2009: Beauté fatale
- 2011: I’m Not a F**king Princess (My Little Princess)
- 2015: Familie zu vermieten (Une famille à louer)
- 2019: 100 Kilos d’étoiles
- 2019: Notre dame
- 2022: In der Nacht des 12. (La nuit du 12)
- 2022: Annie colère
- 2024: Louise und die Schule der Freiheit (Louise Violet)
- 2024: Olympe, une femme dans la Révolution

Serien
- 2012: Adresse inconnue
- 2013: Code Lyoko Évolution
- 2017–2019: Les Grands
- 2021: Alex Hugo